# Hořice na Šumavě
Hořice na Šumavě – gmina w Czechach, w powiecie Český Krumlov, w kraju południowoczeskim. Według danych z dnia 1 stycznia 2013 liczyła 820 mieszkańców.